# Myopathie à stockage de polysaccharides
PSSM
La Myopathie à stockage de polysaccharides (PSSM ou EPSM) est une maladie génétique dominante du cheval, qui provoque une dégradation des muscles pendant l'effort. Connue depuis le XIXe siècle à travers l'un de ses signes cliniques, le « coup de sang » ou « maladie du lundi », elle touche principalement les chevaux de trait. Identifiée en 1992 pour ses causes génétiques, elle est due à la mutation d’un gène codant une enzyme qui intervient dans le métabolisme du glycogène. Il en existe deux types, le type 1 et le type 2. Elle est fréquente chez de nombreuses races de chevaux et de poneys, en particulier celles apparentées au Quarter Horse, et les chevaux de trait notamment belges, percherons, néerlandais, comtois et bretons.

## Histoire et dénomination

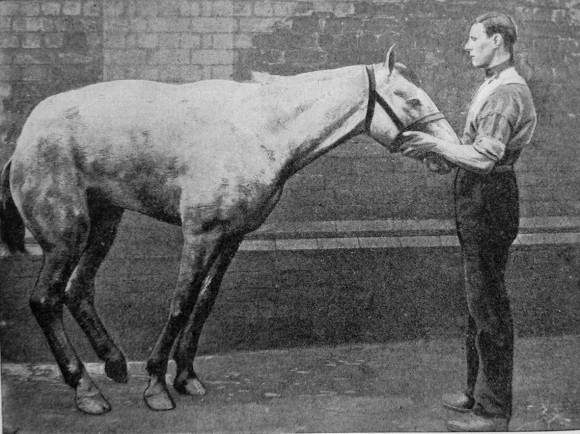
Dessin d'un cheval atteint de la « maladie du lundi », 1906

Cette maladie a d'abord été soupçonnée à travers l'un de ses signes cliniques, la rhabdomyolyse d’effort, plus connue dans le monde équestre sous le nom de « coup de sang » ou de « maladie du lundi ». La littérature vétérinaire fournit de nombreuses descriptions de cette pathologie à partir de 1813, sous des noms variés tels qu'« apoplexie sanguine », « congestion de la moelle », « paralysie » ou encore « paraplégie », tout en décrivant très précisément des symptômes connus pour être ceux de la PSSM. La maladie touche surtout les chevaux de trait remis au travail après une période de repos. La coloration foncée des urines est à l'origine du nom de « coup de sang », et fait croire un temps à une hémoglobinurie. Le lien avec la destruction des muscles souvent observée est établi plus tard.
La « maladie du lundi » touche souvent des chevaux de traction en pleine santé remis au travail. Elle frappe sans prévenir. Les animaux présentent des contractures musculaires sur l'arrière-main et leur urine est foncée. Les traitements préconisés à l'époque, saignées et frictions révulsives, ont sans doute créé davantage de dommages. La mortalité est alors de 4 ou 5 %, mais les récupérations totales sont rares. Un lien avec l'alimentation est suggéré, car les chevaux abondamment nourris le dimanche sont davantage sujets à tomber malades que ceux qui ont reçu une ration normale. La destruction des muscles entraîne fréquemment des paralysies. Une étude réalisée en Allemagne en 1885 établit que la pathologie est plus fréquente chez les chevaux de trait. La maladie du lundi se raréfie au cours du XXe siècle, avec la disparition des chevaux de trait au travail.
Dans les années 1930, une corrélation est suggérée entre l’augmentation du glycogène musculaire et les rhabdomyolyses chez les chevaux de trait. La responsabilité de plusieurs myopathies équines est mise en évidence. La recherche progresse fortement dans les années 1990, grâce aux avancées dans le séquençage du génome des équidés. La myopathie à stockage de polysaccharides est décrite et individualisée pour la première fois en 1992, en tant que maladie musculaire. Cette étude menée aux États-Unis porte sur le Quarter Horse et ses races apparentées, Paint Horse et Appaloosa. L'acronyme utilisé par Valberg et son équipe est « PSSM », pour PolySaccharide Storage Myopathy. L'acronyme « EPSM » (pour Equine Polysaccharide Storage Myopathy) est employé par une autre équipe de chercheurs travaillant sur les races de trait, mais  « PSSM » est le plus couramment utilisé.

## Caractéristiques et signes cliniques

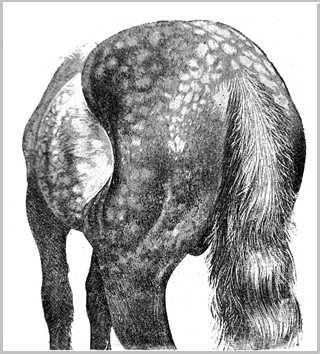
Atrophie du triceps crural après compression du nerf fémoral gauche pendant une crise chez un cheval de trait.

La PSSM appartient à la famille des myopathies, dont plusieurs sont connues pour toucher le cheval. La PSSM fait partie des myopathies induites par l’exercice. Elle se manifeste par un syndrome sporadique ou plus récurrent, en particulier une rhabdomyolyse récurrente chez les chevaux de selle, notamment Quarter Horse et races apparentées,. Le cheval malade peut sembler « fainéant », peu enclin à travailler et à prendre le galop, trébucher... Les muscles sont durs et raides au toucher et les urines peuvent être foncées,. Certains chevaux ne développent jamais de signes cliniques au cours de leur vie.
Deux grades sont distingués dans la maladie. Le premier est attribué aux équidés avec lésions typiques des myopathies présentant une quantité excessive de glycogène. Les animaux atteints sont sensibles à la digestion par l’amylase. Au grade 2, des polysaccharides sont présents.
.

## Causes
La maladie est métabolique, liée à une accumulation (donc un stockage) de glycogène chez les jeunes animaux, ou de complexes de polysaccharides dans les fibres musculaires chez les adultes. Cette anomalie du métabolisme des sucres bloque leur utilisation à l’effort notamment, et le muscle se dégrade. Le cheval est incapable de digérer correctement les sucres à partir du grain,.

## Diagnostic
Une biopsie musculaire permet de déterminer si un animal est atteint. La PSSM est un diagnostic différentiel important pour les chevaux qui présentent une rhabdomyolyse, des irrégularités d'allures et une atrophie musculaire. 

## Épidémiologie

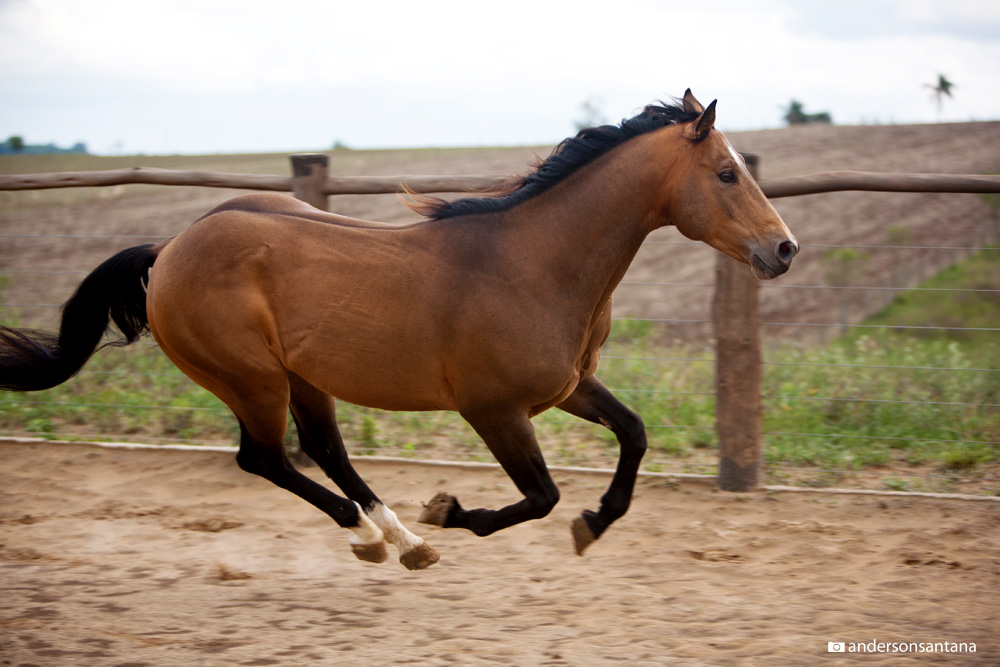
Le Quarter Horse est fortement touché par la PSSM.

La PSSM a été identifiée dans un premier temps aux États-Unis en 1992, puis au Royaume-Uni en 2003, en Australie (2006), en Europe continentale (2010) et au Danemark (2013). Elle est désormais reconnue comme une maladie fréquente et commune à de nombreuses races de chevaux de selle et de trait, ainsi que de poneys.
Il existe une controverse sur la prévalence de cette maladie, car différents critères peuvent être pris en compte. Le type 1 touche particulièrement les races de selle issues de Quarter Horse et les chevaux de trait. Au sein de ces races, ce sont celles de trait qui montrent la prévalence la plus élevée. Le Quarter Horse (et les races apparentées) développe plus souvent des signes cliniques de la maladie que les races de trait, mais il présente généralement moins d'atrophies musculaires et d'anormalités dans les allures que ces derniers. La PSSM touche aussi le Pur-sang,, et donc les races dites Warmblood qui en sont issues, comme par exemple le Selle français. Des cas plus rares sont répertoriés sur des races légères et des poneys, tels que le Morgan, l'Arabe, le trotteur américain, le poney Welsh, et le Pure race espagnole, ainsi que chez une mule.
Les études réalisées sur les chevaux de trait européens révèlent un très grand nombre d’occurrences de la mutation responsable du type 1 chez les races du Trait belge, du Percheron, du Comtois, du Trait néerlandais et du Breton, avec des cas d'expressions sévères de la maladie chez les Traits belges et les Percherons. Des cas ont aussi été identifiés chez le Cob normand.
La prévalence élevée des signes cliniques chez les races de trait est estimée à environ 50 % des sujets testés pour les besoins d'une étude randomisée en 2006. La maladie est beaucoup moins présente chez les chevaux arabes (4,5 %) et le Pur-sang (2,5 %).

## Gestion de la maladie
Le traitement consiste à augmenter l’apport en lipides et diminuer les sucres,. En France, le député Paul Molac a interpellé le ministère de l'agriculture sur cette maladie : « la maîtrise de cette maladie ne peut faire l'objet que d'une démarche collective par exemple, ou bien s'intégrer dans des programmes d'amélioration génétique via les règlements des stud-books des races impactées » (journal officiel, 4 août 2015).